# The Long Walk (película)
The Long Walk (titulada: Camina o muere en Hispanoamérica, La larga marcha en España) es una próxima película de terror distópico estadounidense coproducida y dirigida por Francis Lawrence y escrita por JT Mollner. Está basada en la novela de 1979 de Stephen King (bajo el seudónimo de Richard Bachman ). La película está protagonizada por Cooper Hoffman, David Jonsson, Garrett Wareing, Joshua Odjick, Tut Nyuot, Charlie Plummer, Ben Wang, Roman Griffin Davis, Jordan Gonzalez, Josh Hamilton, Judy Greer y Mark Hamill.
Está previsto que The Long Walk se estrene en Estados Unidos por Lionsgate el 12 de septiembre de 2025.

## Trama
En un Estados Unidos distópico gobernado por un régimen totalitario, un grupo de jóvenes participa en un concurso anual de caminata en el que deben caminar a tres millas por hora sin parar o serán ejecutados hasta que solo uno de ellos quede con vida.

## Reparto
- Cooper Hoffman como Raymond Garraty[1]
- David Jonsson como Peter McVries[1]
- Mark Hamill como el Mayor[1]
- Garrett Wareing como Stebbins[1]
- Charlie Plummer como Gary Barkovitch[1]
- Ben Wang como Hank Olson[1]
- Roman Griffin Davis como Thomas Curley[2]
- Judy Greer como la Sra. Garraty[1]
- Tut Nyuot como Arthur Baker[1]
- Jordan Gonzalez como Richard Harkness[1]
- Joshua Odjick como Collie Parker[1]
- Izabella Raven
- Josh Hamilton

## Producción
En 1988, George A. Romero fue considerado para dirigir la adaptación cinematográfica, pero nunca se concretó.  En 2007, Frank Darabont había conseguido los derechos de la adaptación cinematográfica de la novela.  Dijo que "lo lograría algún día". Planeó hacerla de bajo presupuesto y declaró: "Será extraña, existencial y muy contenida".  En abril de 2018, New Line Cinema se dispuso a adaptar una película basada en la novela, con James Vanderbilt como encargado de escribir y producir la película junto con Bradley Fischer y William Sherak a través de su sello Mythology Entertainment.  En mayo de 2019, se anunció que André Øvredal dirigiría la adaptación. 
En noviembre de 2023, la película iba a ser producida por Lionsgate Films con Francis Lawrence como director a partir de un guion de JT Mollner .  El 10 de junio de 2024, Cooper Hoffman y David Jonsson se unieron al elenco.  Al mes siguiente, Garrett Wareing (cuyo papel Mollner confirmó en Twitter ), Tut Nyuot, Charlie Plummer, Ben Wang, Izabella Raven, Jordan Gonzalez, Joshua Odjick, Roman Griffin Davis, Mark Hamill y Judy Greer se unieron al elenco.  

### Rodaje
La fotografía principal comenzó el 24 de julio de 2024 en Winnipeg y se esperaba que finalizara el 12 de septiembre. 

### Música
Jeremiah Fraites había compuesto la banda sonora de la película en marzo de 2025. 

## Estreno
El estreno de The Long Walk está previsto para el 12 de septiembre de 2025 por Lionsgate. 